# Ba (habitation)
Pour les articles homonymes, voir BA.
Ba est le nom donné à des habitations construites par des nomades du plateau tibétain.

## Caractéristiques
C'est une tente rectangulaire mesurant 8 mètres sur 6, de couleur noire. Son tissu est imperméable. Il est très épais mais laisse tout de même passer la lumière du soleil. La laine noire absorbe la journée les rayons du soleil et conserve la nuit venue ces rayons, d'où une température plutôt élevée, confortée par les feux de bouses de yack.

## Construction
Les Tibétains les construisent à partir de bandes de poils de yack de 30 centimètres de large qu'ils cousent bord à bord afin de former une voûte. Chaque année trois nouvelles bandes sont tissées et cousues d'un côté, remplaçant trois vieilles bandes de l'autre côté. En dix ans le ba est donc refait à neuf. Souvent la structure de la tente date de plusieurs siècles.